# Louis Nublé
Louis Nublé (1606-1686) est un avocat humaniste, homme d'esprit, ami de Paul Scarron. 
Il servit de nègre littéraire à Nicolas Le Jay, président du parlement de Paris. Il exerça en Dauphiné et dans la région de Valence. Il était vivement apprécié, comme l'indique cette apostrophe des Valesiana : « NUBLÆ cunctis care, qui colunt Musas / Quem quisque norit, non amare non possit » (Nublé, aimé de tous ceux qui cultivent les Muses / Quiconque te connaît est dans l'incapacité de ne pas t'aimer).